# Parti démocrate-chrétien du Honduras
Le Partido Demócrata Cristiano de Honduras (Parti démocrate-chrétien du Honduras), connu sous les initiales DC, est un parti politique hondurien, membre de l'Organisation démocrate-chrétienne d'Amérique. 